# История на руската държава
„История на руската държава“ (на руски: История государства российского) е първият обобщен и систематизиран научен труд по история на Русия. Неин автор е Николай Карамзин.
Историята на Русия на Карамзин не е хронологически първия труд по руска история. Тази история се предхожда от разработките на Василий Татищев и Михаил Щербатов.

## Значение
Историята на руската държава освен, че е първият изцяло научен труд по темата, е и с предназназначение за широк читателски кръг с цел да го запознае с историческите факти и събития по възникването на руската държавност. Историята на Карамзин предизвиква неимоверен за времето си социален отзвук и интерес сред руското просветено общество. По своето не само научно значение, историята на Карамзин за първи път представя систематизирано историята на Древна Рус (Киевска Рус). Критиците сравняват по значение за руското общество излизането на историята на Карамзин с откриването на Америка за Западна Европа и Стария свят въобще.

## Интересни факти
Карамзин пише своята „История“ до края на живота си, но не успява да я завърши, достигайки до 1611/1612 години. Интересна е аналогията и с най-големите и видни български историци Васил Златарски и Петър Мутафчиев, които също поради смъртта си успяват да достигнат в своите си „истории“ на България само до управлението на Светослав Тертер. Руският телевизионен канал „ТВ център“ след падането на комунизма и Желязната завеса прави сериал по историята на Карамзин. Всеки от 500-те епизода е дълъг 4 минути. Текстът на тази телеистория на руската държавност е до голяма степен базирана на историята на Карамзин, но има и някои разлики.
Историята на руската държавност на Карамзин е повлияна от примера на големия британски историк Едуард Гибън със своя „Залез и упадък на Римската империя“. В по-ново време историята на Карамзин е подложена на критически исторически анализ с оглед на новооткрити данни, факти и сведения от руския академик и голям приятел на България Дмитрий Лихачов.